# Bryce Paup
Bryce Eric Paup (Jefferson, 29 febbraio 1968) è un ex giocatore di football americano statunitense che ha giocato nei ruoli di defensive end e linebacker nella National Football League (NFL). Fu scelto nel corso del sesto giro (159º assoluto) del Draft NFL 1990 dai Green Bay Packers. Al college ha giocato a football alla Northern Iowa University.

## Carriera professionistica
Paup fu scelto nel corso del sesto giro del Draft 1990 dai Green Bay Packers. Nella prima gara della stagione 1991 fu coinvolto in un tackle che infortunò il quarterback dei Philadelphia Eagles Randall Cunningham.
Paup nel 1995 passò ai Buffalo Bills venendo nominato difensore dell'anno dopo che guidò la NFL con 17,5 sack, il quarto maggior risultato stagionale degli anni novanta.
Paup nel corso della sua carriera fu convocato per quattro Pro Bowl e giocò anche per Jacksonville Jaguars e Minnesota Vikings. Nel 2009 fu votato tra i migliori 50 giocatori della storia dei Bills.

## Vittorie e premi
- (4) Pro Bowl (1994, 1995, 1996, 1997)
- (1) First-team All-Pro (1995)
- Miglior difensore dell'anno della NFL (1995)
- Linebacker dell'anno (1995)

## Statistiche
| Tackle     | 545 |
| Sack       | 75  |
| Intercetti | 6   |